# Fukusaki
Fukusaki (福崎町?) è una cittadina giapponese della prefettura di Hyōgo.